# Edward William Barton-Wright
Edward William Barton-Wright CE, FRSA, MJS (miembro de la Sociedad Japonesa) (8 de noviembre de 1860-13 de septiembre de 1951) fue un empresario inglés especializado tanto en defensa personal como en fisioterapia. Se le recuerda como uno de los primeros europeos para aprender y enseñar artes marciales japonesas y como un pionero del concepto de artes marciales híbridas.

## Primeros años de vida
Nació como Edward William Wright en el 8 de noviembre de 1860, en Bangalore, Madrás, India. Wright se educó en Dedham Grammar School en Essex, Inglaterra, además de en Lens, Pas-de-Calais en Francia, y en Alemania.
Luego trabajó como empleado por El Farrocarril de Lancashire y Yorkshire antes de embarcarse en una carrera como ingeniero civil y de minas. Trabajó como director de los intereses mineros de su padre cerca de Odemira en Alentejo, Portugal, de 1886 a 1892, sin éxito.
En abril de 1892 asumió legalmente el nombre de Edward William Barton-Wright. Al regresar a Inglaterra en 1892, promovió una empresa, Barton Wright Ltd., especialistas en antimonio, en Milwall, Londres, pero se declaró personalmente en quiebra por primera vez al año siguiente. Luego trabajó para empresas mineras en Egipto y los Asentamientos del Estrecho (hoy Malasia y Singapur).

## Estableciendo el bartitsu
En una entrevista en 1950, Barton-Wright profesó que tenía un «interés de toda la vida en las artes de defensa personal» y, en entrevistas tempranas, indicó que estudió variados sistemas de lucha durante sus viajes siendo joven.
Mientras trabajaba como especialista en fundición de antimonio para la compañía EH Hunter en Kōbe, Japón (1895-1898), Barton-Wright estudió al menos dos estilos de jujitsu, incluyendo el Shinden Fudo Ryu en Kobe, y el Kokodan judo en Tokio.
Cuando regresó a Inglaterra en 1898, Barton-Wright combinó esas artes marciales para formar su método propio de autodefensa, al que llamó bartitsu. En los próximos dos años, incorporó elementos de boxeo británico, savate francés, y el estilo de canne (lucha de palos) del maestro suizo Pierre Vigny.
En 1899, Barton-Wright escribió un artículo con el título de Cómo Pasar por un Hombre Fuerte, que explicaba principios mecánicos y apalancamiento utilizados en variadas hazañas de hombres fuertes. También produjo un ensayo de dos partes con el título de El Nuevo Arte de Autodefensa, que fue publicado tanto en inglés británico como en inglés estadounidense en Pearson's Magazine. Extractos de los artículos de Barton-Wright fueron reimpresos en una cantidad de periódicos británicos, estadounidenses, neozelandeses y australianos.
En 1900, Barton-Wright estableció la Escuela Bartitsu de Armas y Cultura Física en el número 67b de Shaftesbury Avenue, en el distrito de Soho, en Londres. La escuela ofreció una gama de clases de autodefensa y deportes de combate y una gama de terapias físicas que involucraban la aplicación eléctrica de calor, luz, vibración y radiación. Entre los miembros del club había soldados, atletas, actores, políticos y algunos aristócratas. En los años siguientes, Barton-Wright organizó exhibiciones variadas de autodefensa y también ascendió en competiciones de torneos en salas de música por todo Londres, en los que sus campeones del Club Bartitsu fueron desafiados por luchadores de variados estilos europeos.
En 1901, Barton-Wright publicó artículos adicionales que explicaban el método bartitsu de luchar con paraguas o bastón.
En La Aventura de la Casa Vacío de Arthur Conan Doyle, el autor de las historias de Sherlock Holmes, aquel se refirió al bartitsu cuando explicó cómo Holmes derrotó a Moriarty en una lucha en el borde de las Cataratas de Reichenbach.
Durante 1902, Barton-Wright organizó y promovió la gira del «Gran Torneo Anglo-Japonés», en el cual realizó demostraciones de bartitsu y concursos en centros provinciales incluyendo Nottingham, la base militar de Sandringham, la Universidad de Oxford, la Universidad de Cambridge, y Lancashire.

## Vida posterior
En 1903, el Club Bartitsu cerró. Posteriormente, Barton-Wright abandonó la instrucción de autodefensa en favor de sus intereses de la fisioterapia. Estableció una serie de clínicas en varios lugares de Londres, y continuó trabajando como fisioterapeuta por el resto de su carrera.
Su empresa terapéutica, especializada en el uso de varios aplicados electrónicos para tratar el dolor de la gota y el reumatismo, fue vista con sospecha por el establecimiento médico de Londres y estuvo sujeta a procedimientos de quiebra en varias ocasiones durante las primeras tres décadas del siglo XX, incluyendo un pleito con Wilson Rae, un exempleado que se convirtió en rival de negocios, pero que fue encarcelado, acusado de fraude y bigamia.
Los problemas financieros de Barton-Wright se agravaron por una serie de inversiones en invenciones fallidas y otras empresas, incluyendo una exposición eléctrica planeada para una sala de música en Ámsterdam.
Barton-Wright no fue incluido en el último testamento de su padre, aunque sí ejecutó una parte del testamento en nombre de uno de sus hermanos, quien fue nombrado beneficiario, en 1915.
Se sabe relativamente poco sobre la vida de Barton-Wright durante el período de 1930 a 1950. A partir de 1938, su clínica médica estuvo en su propia casa, en el número 50 de Surbiton Road, Surbiton. Se le reconoce como un «famoso fisioterapeuta y yudoca» en Attempted Rescue, la autobiografía de 1966 del escritor de terror inglés Robert Aickman, quien recordaba a Barton-Wright como un conocido de su tía abuela.
En 1950, Barton-Wright fue entrevistado por Gunji Koizumi, el fundador del club de judo Budokwai de Londres. Más tarde, ese mismo año, fue presentado ante una audiencia en una reunión de Budokwai, siendo presentado como el pionero de las artes marciales japonesas en Europa.
Barton-Wright murió el 13 de septiembre de 1951 en su casa en el número 50 de Surbiton Road, Kingston-upon-Thames, Surrey, Inglaterra, a la edad de noventa años, soltero y en circunstancias de cierta pobreza. Fue enterrado el 17 de septiembre en una tumba anónima en el cementerio de Kingston en Surrey.

## Conmemoraciones
No fue sino hasta finales de la década de 1990 que se reconoció la importancia histórica de Barton-Wright, en gran parte a través de investigaciones realizadas por los historiadores británicos de artes marciales Richard Bowen y Graham Noble, y luego por miembros de la Sociedad Bartitsu.
En 2004, los miembros de la Sociedad Bartitsu iniciaron un proyecto de recaudación de fondos para conmemorar a Barton-Wright, en honor a su trabajo pionero en las artes marciales.
Barton-Wright fue objeto de dedicatorias en los volúmenes de 2005 y 2008 de The Bartitsu Compendium; la conferencia anual de la Escuela de Armas y Cultura Física de Bartitsu (2011-presente) también está dedicada a su memoria. Su vida y carrera se detallan en el documental de 2011 Bartitsu: The Lost Martial Art of Sherlock Holmes.
En junio de 2012, Barton-Wright fue conmemorado en una exhibición mural en la Colección Sherlock Holmes en la Biblioteca Marylebone de Londres y en una entrada en el Diccionario Oxford de biografía nacional. En febrero de 2013 apareció de forma destacada en el documental de BBC Four Timeshift Todo el mundo estaba luchando contra el Kung Fu: el auge de las artes marciales en Gran Bretaña.

## Cultura popular
Cyrus Barker, el protagonista de la serie de misterio Barker y Llewellyn del novelista Will Thomas, está inspirado en parte de Barton-Wright, al igual que el villano Sir Callum Fielding-Shaw en la novela para adultos jóvenes de Adrienne Kress La Sociedad de Viernes.
Barton-Wright y el bartitsu aparecen en las novelas steampunk del Ministerio de Ocurrencias Peculiares de Pip Ballantyne y Tee Morris.
Barton-Wright es representado como una aliada y entrenadora de una sociedad secreta de guardaespaldas que protege a los líderes de las sufragistas radicales en la trilogía de novelas gráficas Suffrajitsu: Mrs. Pankhurst's Amazons (2015), en las novelas derivadas Carried Away, The Second-Story Girl y The Isle of Dogs, y también en el cuento de 2015 The Wrestler and the Diamond Ring.